# NGC 3095
NGC 3095 é uma galáxia espiral barrada (SBc) localizada na direcção da constelação de Antlia. Possui uma declinação de -31° 33' 12" e uma ascensão recta de 10 horas, 00 minutos e 05,7 segundos.
A galáxia NGC 3095 foi descoberta em 16 de Fevereiro de 1836 por John Herschel.